# Championnats du monde de biathlon 1971
Les Championnats du monde de biathlon 1971 se tiennent les 6 et 7 mars 1971 à Hämeenlinna (Finlande), qui se voit organiser pour la deuxième fois la compétition après 1962.

## Résultats
| Épreuve            | Or                                                                               | Argent                                                               | Bronze                                                           |
| 20 km individuel H | Dieter Speer                                                                     | Alexandre Tikhonov                                                   | Magnar Solberg                                                   |
| Relais 4×7,5 km H  | Union soviétique Alexandre Tikhonov Viktor Mamatov Rinnat Safin Nikolay Muzhytov | Norvège Tor Svendsberget Ragnar Tveiten Magnar Solberg Ivar Nordkild | Pologne Józef Różak Andrzej Rapacz Aleksander Klima Józef Stopka |

## Tableau des médailles
| Médailles | Pays               | Or | Argent | Bronze | Ensemble |
| --------- | ------------------ | -- | ------ | ------ | -------- |
| 1         | Union soviétique   | 1  | 1      | 0      | 2        |
| 2         | Allemagne de l'Est | 1  | 0      | 0      | 1        |
| 3         | Norvège            | 0  | 1      | 1      | 2        |
| 4         | Pologne            | 0  | 0      | 1      | 1        |